# Rotenburg (Wümme)
Rotenburg (Wümme) (do 15 maja 1969 Rotenburg in Hannover) – miasto powiatowe w Niemczech, w kraju związkowym Dolna Saksonia, siedziba powiatu Rotenburg (Wümme).

## Geografia
Rotenburg położony jest nad rzeką Wümme, 40 km na wschód od Bremy.

## Komunikacja
W mieście krzyżują się cztery drogi krajowe: B71, B75, B215, B440.
Jest tutaj również stacja kolejowa.

## Współpraca
Miejscowości partnerskie:
- Aalter, Belgia
- Czerwieńsk, Polska
- Rotenburg an der Fulda, Hesja
- Rothenburg, Szwajcaria
- Rothenburg, dzielnica Wettin-Löbejün, Saksonia-Anhalt
- Rothenburg ob der Tauber, Bawaria
- Rothenburg/O.L., Saksonia